# Đại dịch COVID-19 tại Saint Barthélemy
Đại dịch COVID-19 đã được xác nhận đã đến cộng đồng hải ngoại Saint Barthélemy vào tháng 3 năm 2020.

## Dòng thời gian
| COVID-19 tại Saint Barthélemy () Tử vong Hồi phục Đang điều trị 20202021Thg 3Thg 4Thg 5Thg 6Thg 7Thg 8Thg 9Thg 10Thg 11Thg 12Thg 1Thg 2Thg 3Thg 415 ngày gần nhất15 ngày gần nhất                                                   | COVID-19 tại Saint Barthélemy () Tử vong Hồi phục Đang điều trị 20202021Thg 3Thg 4Thg 5Thg 6Thg 7Thg 8Thg 9Thg 10Thg 11Thg 12Thg 1Thg 2Thg 3Thg 415 ngày gần nhất15 ngày gần nhất | COVID-19 tại Saint Barthélemy () Tử vong Hồi phục Đang điều trị 20202021Thg 3Thg 4Thg 5Thg 6Thg 7Thg 8Thg 9Thg 10Thg 11Thg 12Thg 1Thg 2Thg 3Thg 415 ngày gần nhất15 ngày gần nhất | COVID-19 tại Saint Barthélemy () Tử vong Hồi phục Đang điều trị 20202021Thg 3Thg 4Thg 5Thg 6Thg 7Thg 8Thg 9Thg 10Thg 11Thg 12Thg 1Thg 2Thg 3Thg 415 ngày gần nhất15 ngày gần nhất | COVID-19 tại Saint Barthélemy () Tử vong Hồi phục Đang điều trị 20202021Thg 3Thg 4Thg 5Thg 6Thg 7Thg 8Thg 9Thg 10Thg 11Thg 12Thg 1Thg 2Thg 3Thg 415 ngày gần nhất15 ngày gần nhất |
| --- | --- | --- | --- | --- |
| Ngày | Ngày | | Ca nhiễm | Tử vong |
| 2020-03-01 | 2020-03-01 | | 1 | 0(n.a.) |
| ⋮ | ⋮ | | 1(=) | |
| 2020-03-15 | 2020-03-15 | | 3(+200%) | 0(n.a.) |
| ⋮ | ⋮ | | 3(=) | |
| 2020-03-27 | 2020-03-27 | | 4(+33%) | 0(n.a.) |
| 2020-03-28 | 2020-03-28 | | 5(+25%) | 0(n.a.) |
| ⋮ | ⋮ | | 5(=) | |
| 2020-03-31 | 2020-03-31 | | 6(+20%) | 0(n.a.) |
| 2020-04-01 | 2020-04-01 | | 6(=) | 0(n.a.) |
| ⋮ | ⋮ | | 6(=) | |
| 2020-04-12 | 2020-04-12 | | 6(=) | 0(n.a.) |
| ⋮ | ⋮ | | 6(=) | |
| 2020-04-18 | 2020-04-18 | | 6(=) | 0(n.a.) |
| ⋮ | ⋮ | | 6(=) | |
| 2020-04-21 | 2020-04-21 | | 6(=) | 0(n.a.) |
| ⋮ | ⋮ | | 6(=) | |
| 2020-07-24 | 2020-07-24 | | 7(+12%) | 0(n.a.) |
| ⋮ | ⋮ | | 7(=) | |
| 2020-07-31 | 2020-07-31 | | 9(+29%) | 0(n.a.) |
| ⋮ | ⋮ | | 9(=) | 0(n.a.) |
| 2020-08-05 | 2020-08-05 | | 10(+11%) | 0(n.a.) |
| ⋮ | ⋮ | | 10(=) | 0(n.a.) |
| 2020-08-08 | 2020-08-08 | | 13(+30%) | 0(n.a.) |
| ⋮ | ⋮ | | 13(=) | 0(n.a.) |
| 2020-08-17 | 2020-08-17 | | 16(+23%) | 0(n.a.) |
| ⋮ | | | | |
| 2020-08-22 | 2020-08-22 | | 16(=) | 0(n.a.) |
| ⋮ | | | | |
| 2020-09-02 | 2020-09-02 | | 18(+13%) | 0(n.a.) |
| ⋮ | | | | |
| 2020-09-09 | 2020-09-09 | | 21(+17%) | 0(n.a.) |
| ⋮ | | | | |
| 2020-09-20 | 2020-09-20 | | 45(+114%) | 0(n.a.) |
| ⋮ | ⋮ | | 45(=) | 0(n.a.) |
| 2020-10-14 | 2020-10-14 | | 67 | 0(n.a.) |
| ⋮ | ⋮ | | 67(=) | 0(n.a.) |
| 2020-10-21 | 2020-10-21 | | 77 | 0(n.a.) |
| ⋮ | ⋮ | | 77(=) | 0(n.a.) |
| 2020-10-26 | 2020-10-26 | | 83 | 0(n.a.) |
| ⋮ | ⋮ | | 83(=) | 0(n.a.) |
| 2020-11-04 | 2020-11-04 | | 90 | 0(n.a.) |
| ⋮ | ⋮ | | 90(=) | 0(n.a.) |
| 2020-11-12 | 2020-11-12 | | 109 | 0(n.a.) |
| ⋮ | ⋮ | | 109(=) | 0(n.a.) |
| 2020-11-18 | 2020-11-18 | | 127 | 0(n.a.) |
| ⋮ | ⋮ | | 127(=) | 0(n.a.) |
| 2021-03-07 | 2021-03-07 | | 712 | 1(n.a.) |
| ⋮ | ⋮ | | 712(=) | 1(=) |
| 2021-04-25 | 2021-04-25 | | 974 | 1(=) |
| Nguồn dữ liệu từ guadeloupe.ars.sante.fr Kể từ ngày 13 tháng 5 trở đi, ARS sẽ không còn báo cáo hàng ngày nữa mà thay vào đó là báo cáo hàng tuần vào thứ 6 hàng tuần, tuy nhiên sẽ có thông cáo báo chí nếu có tin tức quan trọng. | | | | |

Một cư dân của đảo Saint Barthélemy của Pháp được chẩn đoán mắc COVID-19 vào ngày 1 tháng 3. Cha mẹ anh trên đảo Saint Martin lân cận cũng có kết quả dương tính.
Ba trường hợp nhiễm coronavirus (COVID-19) đã được xác nhận tại đảo St. Barthélemy (St. Barts) và Saint Martin của Pháp vào ngày 1 tháng 3 năm 2020. Các trường hợp đã được xác nhận bởi Phòng thí nghiệm Pasteur của Viện Guadeloupe đang tiến hành kiểm tra virus. Vụ án liên quan đến một cư dân của St. Barthélemy và người thân đến thăm của anh ta. Người này bị giam giữ tại nhà ở St. Barthélemy và bị giám sát hàng ngày trong khi cha mẹ anh ta bị cô lập trong Bệnh viện Louis-Constant Fleming ở Pháp Saint Martin. Cặp vợ chồng đã đến từ Paris, Pháp để thăm con trai của họ, sống ở Saint-Barthélemy.
Tính đến ngày 31 tháng 10 năm 2023, Saint Barthélemy ghi nhận 5,507 trường hợp nhiễm COVID-19 và 6 trường hợp tử vong.